# Ranunculus leptorrhynchus
Ranunculus leptorrhynchus är en ranunkelväxtart som beskrevs av James Edward Tierney Aitchison och Hemsl.. Ranunculus leptorrhynchus ingår i släktet ranunkler, och familjen ranunkelväxter. Inga underarter finns listade i Catalogue of Life.